# Temporada da Stock Car Brasil de 2000
A Temporada da Stock Car Brasil de 2000 foi a 22ª edição promovida pela CBA da principal categoria do automobilismo brasileiro. Teve como vencedor o piloto paulista Chico Serra, que sagrou-se bicampeão.

## Calendário e resultados
Somente as corridas de Goiânia e do Rio em julho e de Interlagos em novembro foram etapas duplas. As outras corridas voltaram a ser baterias únicas.

### Etapas
| #  | Circuito                     | Data           | Pole Position      | Volta mais rápida       | Piloto Vencedor         | Equipe Vencedora      |
| -- | ---------------------------- | -------------- | ------------------ | ----------------------- | ----------------------- | --------------------- |
| 1  | GP de São Paulo (misto)      | 28 de maio     | Chico Serra        | Chico Serra             | Chico Serra             | WB Motorsports        |
| 2  | GP de Guaporé (misto)        | 11 de junho    | Chico Serra        | Chico Serra             | Chico Serra             | WB Motorsports        |
| 3  | GP de Londrina (misto)       | 25 de junho    | Ingo Hoffmann      | Ingo Hoffmann           | Chico Serra             | WB Motorsports        |
| 4  | GP de Goiânia (oval)         | 9 de julho     | Carlos Alves       | Nonô Figueiredo         | Chico Serra             | WB Motorsports        |
| 4  | GP de Goiânia (oval)         | 9 de julho     | Chico Serra        | Chico Serra             | Ingo Hoffmann           | JF Racing             |
| 5  | GP de Curitiba (misto)       | 23 de julho    | Xandy Negrão       | Chico Serra             | Paulo Gomes             | Spinelli Racing       |
| 6  | GP de Cascavel (misto)       | 30 de julho    | Xandy Negrão       | Chico Serra             | Xandy Negrão            | Team Medley           |
| 7  | GP do Rio de Janeiro (misto) | 6 de agosto    | Ingo Hoffmann      | Ricardo Etchenique      | Xandy Negrão            | Team Medley           |
| 7  | GP do Rio de Janeiro (misto) | 6 de agosto    | Xandy Negrão       | Flávio Trindade         | Ingo Hoffmann           | JF Racing             |
| 8  | GP de São Paulo (misto)      | 20 de agosto   | Chico Serra        | Alceu Feldmann          | Chico Serra             | WB Motorsports        |
| 9  | GP de Viamão (misto)         | 3 de setembro  | Xandy Negrão       | Adalberto Jardim        | Adalberto Jardim        | A. Jardim Competições |
| 10 | GP de Brasília (oval)        | 24 de setembro | Xandy Negrão       | Xandy Negrão            | Xandy Negrão            | Team Medley           |
| 11 | GP de Campo Grande (misto)   | 8 de outubro   | Chico Serra        | Ingo Hoffmann           | Chico Serra             | WB Motorsports        |
| 12 | GP de São Paulo (misto)      | 5 de novembro  | Chico Serra        | Chico Serra             | Adalberto Jardim        | A. Jardim Competições |
| 12 | GP de São Paulo (misto)      | 5 de novembro  | Ricardo Etchenique | Carlos Augusto Falletti | Carlos Augusto Falletti | WB Motorsports        |

## Classificação
| Pos | Piloto                  | Marca                    | Pontos |
| --- | ----------------------- | ------------------------ | ------ |
| 1   | Chico Serra             | WB Motorsports           | 181    |
| 2   | Ingo Hoffmann           | JF Racing                | 176    |
| 3   | Xandy Negrão            | Medley                   | 151    |
| 4   | Adalberto Jardim        | A. Jardim Competições    | 76     |
| 5   | Ricardo Etchenique      | Nascar Motorsport        | 72     |
| 6   | Beto Giorgi             | RC Competições           | 66     |
| 7   | Nonô Figueiredo         | Scuderia 111             | 62     |
| 8   | Carlos Alves            | Carlos Alves Competições | 59     |
| 9   | Alceu Feldmann          | WB Motorsport            | 43     |
| 10  | Guto Negrão             | Medley                   | 37     |
|     | Mário Covas Neto        |                          | 37     |
| 12  | Rodney Felicio          | Salmini Racing           | 35     |
| 13  | Carlos Augusto Falletti |                          | 34     |
| 14  | Paulo Gomes             |                          | 29     |
|     | Laércio Justino         |                          | 29     |
| 16  | Ananias Justino         |                          | 26     |
| 17  | Flávio Trindade         |                          | 23     |
| 18  | Rodrigo Hanashiro       | JF Racing                | 20     |
| 19  | Affonso Giaffone        | Giaffone Motorsport      | 16     |
| 20  | Aloysio de Andrade      | Nascar Motorsport        | 11     |
| 21  | José Bel Camilo         |                          | 2      |
| 22  | Antônio Jorge Neto      | RC Competições           | 2      |
|     | André Bragantini Júnior | Salmini Racing           | 0      |
|     | Newton Grillo           |                          | 0      |
|     | Rogério Santos          |                          | 0      |